# Information Libre
Information Libre è il sesto album in studio del gruppo musicale britannico Sham 69, pubblicato nel 1991.

## Tracce
1. Break on Through (To the Other Side) – 2:47
2. Uptown – 2:38
3. Planet Trash – 4:19
4. Information Libertaire – 3:26
5. Caroline's Suitcase – 4:17
6. Feel It – 3:17
7. King Kong Drinks Coca-Cola – 2:32
8. Saturdays and Strangeways – 3:27
9. Breeding Dinosaurs – 4:01
10. Wild and Wonderful – 4:54

## Formazione
- Jimmy Pursey – voce
- Dave Guy Parsons – chitarra
- Andy Prince – basso
- Ian Whitehead – batteria, tastiera
- Stuart Epps – tastiera
- Patricia de Mayo – tastiera
- Linda Paganelli – sassofono